# Gotra cyclosiae
Gotra cyclosiae is een insect uit de familie van de gewone sluipwespen (Ichneumonidae). De wetenschappelijke naam van de soort werd in 1905 gepubliceerd door Cameron.